# David Turba
David Turba (* 1982 in West-Berlin) ist ein deutscher Synchronsprecher, Synchronregisseur und Hörspielsprecher.

## Leben
David Turba ist der Sohn des Synchronregisseurs Frank Turba und Bruder der Synchronsprecherin Magdalena Turba. Er spricht unter anderem die deutsche Stimme von Michael McMillian, Shia LaBeouf und Gregory Smith.
Von 1997 bis 2001 synchronisierte er in der Zeichentrickserie Disneys große Pause die Rolle des Michael „Mikey“ Blumberg. Außerdem sprach er 1997 im Hörspiel Ein Sams für Martin Taschenbier (Regie: Michael Orth) die Rolle des Leander Plattner, dem vermeintlichen Erzrivalen der Hauptfigur.
Von 2006 bis 2008 sprach er auch in der Anime-Serie Yu-Gi-Oh! GX als Chazz Princeton mit, danach folgte unter anderem die Vertonung des Rolo Lamperouge in der japanischen Erfolgsserie Code Geass. Als Darsteller wirkte er in der ZDF-Serie Unser Charly mit. Seine Gesangskünste präsentierte er in der Cartoon-Serie W.i.t.c.h., in welcher er den Song Den Willen zu Lieben sang.

## Synchronrollen (Auswahl)
für Shia LaBeouf
- 2004: I, Robot als Farber
- 2005: Das größte Spiel seines Lebens als Francis Ouimet
- 2006: Kids – In den Straßen New Yorks als junger Dito Montiel
- 2007: Disturbia als Kale
- 2007: Transformers als Sam Witwicky
- 2008: Eagle Eye – Außer Kontrolle als Jerry Shaw
- 2008: Indiana Jones und das Königreich des Kristallschädels als Mutt Williams/Henry Jones III
- 2009: New York, I Love You als Jacob
- 2009: Transformers – Die Rache als Sam Witwicky
- 2010: Wall Street: Geld schläft nicht als Jake Moore
- 2011: Transformers 3 als Sam Witwicky
- 2012: Lawless – Die Gesetzlosen als Jack Bondurant
- 2013: The Company You Keep – Die Akte Grant als Ben Shepard
- 2013: Lang lebe Charlie Countryman als Charlie Countryman
- 2013: Nymphomaniac als Jerôme Morris
- 2015: Herz aus Stahl als Boyd „Bibel“ Swan
- 2016: American Honey als Jake
- 2017: Man Down als Gabriel Drummer
- 2017: Borg/McEnroe als John McEnroe

für Ansel Elgort
- 2014: Die Bestimmung – Divergent als Caleb Prior
- 2015: Die Bestimmung – Insurgent als Caleb Prior
- 2016: Die Bestimmung – Allegiant als Caleb Prior
- 2017: Baby Driver als Baby
- 2019: Der Distelfink als Theo Decker

### Filme
- 1995: Ritter der Dämonen als Danny (Ryan O’Donohue)
- 1999: Sofies Welt als Georg / Giovanni / Mischa (Arne Haakonaasen Dahl)
- 1999: Sleepy Hollow als Jung Masbath (Marc Pickering)
- 2000: Der kleine Vampir als Lumpi von Schlotterstein (Dean Cook)
- 2002: Club der Cäsaren als Deepak Mehta (Rishi Mehta)
- 2003: Storytelling als Brady Livingston (Noah Fleiss)
- 2004: Mean Creek als George (Josh Peck)
- 2005: Fullmetal Alchemist – Der Film: Der Eroberer von Shamballa als Edward Elric (Romi Park)
- 2005: Thumbsucker – Bleib wie du bist als Justin Cobb (Lou Taylor Pucci)
- 2006: The Texas Chainsaw Massacre: The Beginning als Dean (Taylor Handley)
- 2006: The Hills Have Eyes – Hügel der blutigen Augen als Bobby Carter (Dan Byrd)
- 2006: Brick als Tugger (Noah Fleiss)
- 2006: The Quiet – Kannst du ein Geheimnis für dich behalten? als Brian (David Gallagher)
- 2006: Home of the Brave als Billy Marsh (Sam Jones III)
- 2006: All You’ve Got als Artie Sanchez (Michael Copon)
- 2006: Clerks 2 als Elias (Trevor Fehrman)
- 2006: Jimmy Neutron VS. Timmy Turner: Ein hinreißend gelungener Schurke als Eustus Stritch (Rob Paulsen)
- 2006: Die Super-Ex als junger Barry (Kevin Townley)
- 2006: Party Monster als Keoki (Wilmer Valderrama)
- 2006: The Fast and the Furious: Tokyo Drift als Virgil (Brandon Brendel)
- 2006: Scary Movie 4 als Robbie (Beau Mirchoff)
- 2007: Boot Camp als Ben (Gregory Smith)
- 2007: 7eventy 5ive als Crazy Cal (Austin Basis)
- 2007: Hairspray als Link Larkin (Zac Efron)
- 2008: All the Boys Love Mandy Lane als Jake (Luke Grimes)
- 2008: Lost Boys 2: The Tribe als Chris Emerson (Tad Hilgenbrink)
- 2008: Du liebst mich, du liebst mich nicht als Jai Singh Rathore (Imran Khan)
- 2009: Die Noobs – Klein aber gemein als Tom Pearson (Carter Jenkins)
- 2009: Fighting als Ajax (Michael Rivera)
- 2009: Freitag der 13. als Chewie (Aaron Yoo)
- 2010: Einfach zu haben als Brandon (Dan Byrd)
- 2010: Vampire Nation als Martin (Connor Paolo)
- 2011: Haywire als Scott (Michael Angarano)
- 2011: Darkest Hour als Ben (Max Minghella)
- 2011: Honey 2 – Lass keinen Move aus als Brandon (Randy Wayne)
- 2012: Red Dawn als Matt Eckert (Josh Peck)
- 2012: Asterix & Obelix – Im Auftrag Ihrer Majestät als Grautvornix (Vincent Lacoste)
- 2013: Empire State – Die Straßen von New York als Eddie Papastratos (Michael Angarano)
- 2013: Prakti.com als Graham Hawtrey (Max Minghella)
- 2013: The Hunters – Auf der Jagd nach dem verlorenen Spiegel als Paxton Flynn (Robbie Amell)
- 2013: Gefährliche Lehrerin als Danny Campbell (Cameron Deane Stewart)
- 2013: Der Mohnblumenberg als Shirô Mizunuma (Shunsuke Kazama)
- 2014: Veronica Mars als Wallace Fennel (Percy Daggs III)
- 2014: Jack Ryan: Shadow Recruit als Aleksandr Borovsky (Alec Utgoff)
- 2015: Entourage als Vincent Chase (Adrian Grenier)
- 2016: Unfriend als Kobe (Connor Paolo)
- 2016: Victoria als Prinz Ernest (David Oakes)
- 2018: Mamma Mia! Here We Go Again als junger Sam (Jeremy Irvine)
- 2018: Teen Titans Go! To the Movies als Shia LaBeouf (James Arnold Taylor)
- 2018: Schicksalhafte Weihnachten – als Chris Dempsey (Brett Dalton)
- 2019: Christmas at the Plaza – Verliebt in New York – als Jeremy Brookwater (Adam Hurtig)
- 2019: Coma – als Link (Milos Bikovic)
- 2020: Der Weihnachtswalzer – als David (Jeremy Guilbaut)
- 2021: Fast & Furious 9 – als Earl Hu (Jason Tobin)

### Serien
- 1998–2001: Disneys Große Pause als Michael „Mikey“ Blumberg (Jason Davis)
- 2000–2001: Unten am Fluss als Fiver (Andrew Falvey)[3]
- 2000: Das Geheimnis des Sagala als Jacek (Marcin Nowacki)
- 2000–2005: Queer as Folk als Justin Taylor (Randy Harrison)
- 2002–2003: The Wire – Larry Gilliard Jr. als D’Angelo Barksdale
- 2002–2003: Dinotopia als Karl Scott (Erik von Detten)
- 2002–2003: MegaMan NT Warrior als Lan Hikari
- 2002–2006: Everwood als Ephram Brown (Gregory Smith)
- 2002–2006: Jimmy Neutron als Justus Stritch (Rob Paulsen)
- 2003: Scrapped Princess als Furet (Katsuyuki Konishi)
- 2003–2010: Nip/Tuck – Schönheit hat ihren Preis als Matt McNamara (John Hensley)
- 2005–2006: W.i.t.c.h. als Matt Olsen (Jason Marsden)
- 2005: Blue Water High als Heath Carroll (Adam Saunders)
- 2005–2008: Avatar – Der Herr der Elemente als Sokka (Jack DeSena)
- 2005–2009: Bones – Die Knochenjägerin als Zachary Uriah „Zack“ Addy (Eric Millegan)
- 2006–2012: Eureka – Die geheime Stadt als Douglas Fargo (Neil Grayston)
- 2007–2008: Prison Break als David „Tweener“ Apolskis (Lane Garrison)
- 2007–2011: Greek als Calvin Owens (Paul James)
- 2007–2012: Bakugan – Spieler des Schicksals als Shun Kazami (Chihiro Suzuki)
- 2008–2009: Terminator: The Sarah Connor Chronicles als John Connor (Thomas Dekker)
- 2008–2012: Entourage als Vincent Chase (Adrian Grenier)
- 2009: Taras Welten als Gene Stuart (Nate Corddry)
- 2009–2010: Aaron Stone als Ram (Jesse Rath)
- 2009–2010: Fullmetal Alchemist (Anime) als Edward Elric (Romi Park)
- 2009–2011: Sonny Munroe als Nico Harris (Brandon Mychal Smith)
- 2009–2012: The Secret Life of the American Teenager als Griffin (Brando Eaton)
- 2009–2012: Torchwood als PC Andy Davidson (Tom Price)
- 2009–2015: Cougar Town als Travis Cobb (Dan Byrd)
- 2010–2011: Nikita als Thom (Ashton Holmes)
- 2010–2015: Rookie Blue als Dov Epstein (Gregory Smith)
- 2011: Skins als Tony Snyder (James Newman)
- 2011–2012: Revenge als Tyler Barrol (Ashton Holmes)
- 2012–2015: Glee als Joe Hart (Samuel Larsen)
- 2013–2014: Grey’s Anatomy als Matthew Taylor (Justin Bruening)
- 2013–2016: Saving Hope als Dr. Gavin Murphy (Kristopher Turner)
- 2014–2015: Fullmetal Alchemist: Brotherhood als Edward Elric (Romi Park)
- 2014–2018: The Last Ship als Lt. Danny Green (Travis Van Winkle)
- 2014–2020: Haikyu!! als Atsumu Miya (Mamoru Miyano)
- 2015–2017: Kingdom als Nate Kulina (Nick Jonas)
- 2016: UnREAL als Adam Cromwell (Freddie Stroma)
- 2016: Bakemonogatari als Koyomi
- 2017: American Gods als Robbie (Dane Cook)
- 2017: Akashic Records of Bastard Magic Instructor als Glenn Radars (Soma Saito)
- 2017–2023: Riverdale als Kevin Keller (Casey Cott)
- 2018–2020: Chilling Adventures of Sabrina als Nicholas „Nick“ Scratch (Gavin Leatherwood)
- 2019–2020: Kono Subarashii Sekai ni Shukufuku o! als Kazuma Satō (Jun Fukushima)
- 2024: Avatar – Der Herr der Elemente als Sokka (Ian Ousley)

## Hörspiele (Auswahl)
- 1997: Paul Maar: Ein Sams für Martin Taschenbier, Regie: Michael Orth. Rolle: Leander Plattner[4]
- Avatar – Der Herr der Elemente Folge 1: Das Original-Hörspiel zur TV-Serie, Edelkids Verlag
- Oscar Wilde: Gruselkabinett 36: Das Bildnis des Dorian Gray (Teil 1 von 2), Titania Medien, ISBN 978-3-7857-4142-9 (als Dorian Gray)
- Oscar Wilde Gruselkabinett 37: Das Bildnis des Dorian Gray (Teil 2 von 2), Titania Medien, ISBN 978-3-7857-4142-9 (als Dorian Gray)
- Death Note, als Light Yagami, Lübbe Audio.[5]